# Prevesos

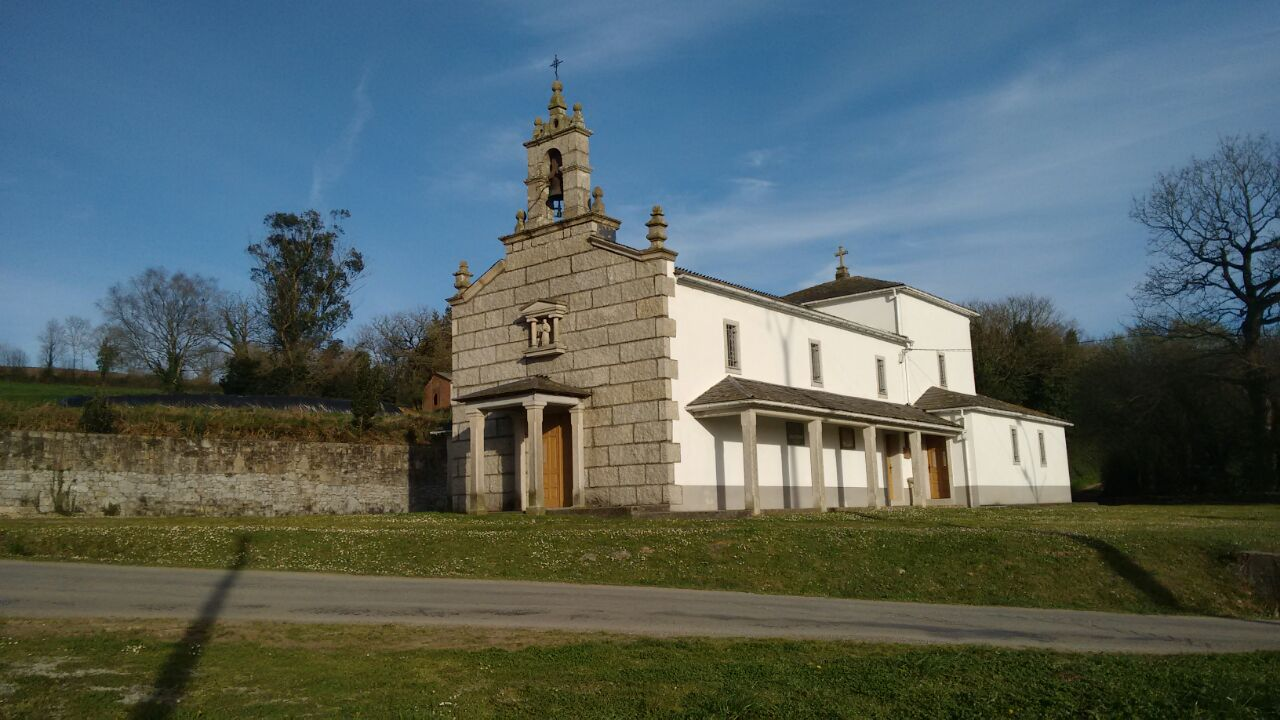
Igreja Prevesos em Castro de Rei

Localização: Freguesia do concelho de Castro do Rei, na comarca galega da Terra Chã.
Gentilício: fôno.
Padroeiro (segundo a Igreja Católica): Santo Estêvão.
A freguesia ou paróquia de Santo Estêvão de Prevesos está formada polas seguintes aldeias (também conhecidas como bairros na região): Boucido, Candal, Casa Nova, Covelo, Devesa, Gardunha, Ireja (forma dialectal de Igreja), Março, Orjás (forma dialectal de Orjais), Pinheiro, Pousadela, Rego, Trapas, Veiga da Lama, Ver, Vilar.